# Montcabrier (Lot)
Montcabrier è un comune francese di 379 abitanti situato nel dipartimento del Lot nella regione dell'Occitania.

## Società

### Evoluzione demografica
Abitanti censiti